# Zaklepaj
Zaklepaj ( ) ) je osamosvojeni desni del dvodelnega, navadno okroglega, oklepaja.:50 Je znak, ki zaklepa besedo, številko, stavek ipd. z zadnje, desne strani.:30–31
Pišemo ga zlasti za črkami, redkeje za številkami, pri naštevanju posameznih enot. Zlasti se uporablja pri naštevanju, ki sledi dvopičju::50
Slovenščina pozna naslednje slovnične čase:

a) predpreteklik,

b) preteklik,

c) sedanjik,

č) prihodnjik.